# (37965) 1998 HH89
1998 HH89 (asteroide 37965) é um asteroide da cintura principal. Possui uma excentricidade de 0.06820280 e uma inclinação de 8.81362º.
Este asteroide foi descoberto no dia 21 de abril de 1998 por LINEAR em Socorro.